# Eduardo Yepes
Eduardo Díaz Yepes (Madrid, 1910-Montevideo, 3 de julio de 1978) fue un escultor de origen español que vivió y trabajó en Uruguay.

## Biografía

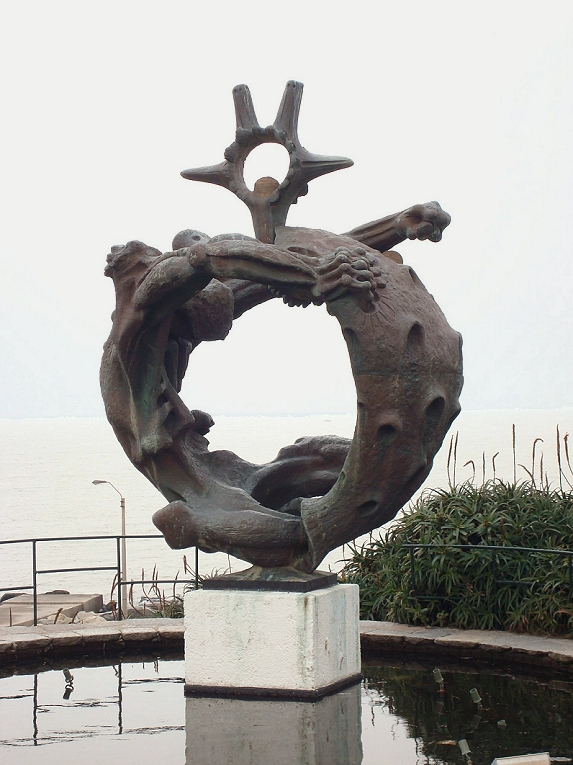
Monumento a los caídos en el mar en la Plaza de la Armada, Montevideo.

Eduardo Díaz Yepes fue esposo de Olimpia Torres, la hija mayor de Joaquín Torres García. Se conocieron en Madrid el año 1933.
En 1934 viajó con la familia Torres García a Montevideo. Allí se casó con Olimpia y permanecieron hasta 1936.
Durante la guerra civil española Eduardo se alista en el Ejército Republicano. El 27 de junio de 1938 nace su hijo Demian.  Ese mismo año Yepes es detenido y encarcelado durante 14 meses, en 1942 es liberado y se traslada a Cataluña con Olimpia y su hijo.
Durante la posguerra son perseguidos por la policía franquista, viviendo en diferentes localidades. El 5 de marzo de 1943, en Tarrasa nace su segunda hija, la ceramista Eva Díaz Torres.
De Tarrasa se mudan a Sarriá donde comparten la vivienda con Pedro Tort y su familia.
A fines del año 1946, el gobierno francés les otorga a Olimpia y Eduardo una beca de estudios en París. Viven en la capital francesa durante un año. Pero la situación es de penuria económica, deciden, entonces, abandonar Europa y viajar con sus hijos a Montevideo. Se embarcan en el buque Yamaic en enero de 1948. Ese mismo año en octubre presentaron su primera exposición juntos, con esculturas de Eduardo y acuarelas de Olimpia, en el Ateneo de Montevideo. Su segunda exposición juntos llegó en n enero de 1950  en Galería del Este, Punta del Este.
El 9 de julio de 1950, nace su tercer hijo, el escultor Leonardo Díaz Torres.
En 1955 se le encarga la realización de un monumento a la memoria de Pepe Batlle en Paysandú. 

Yepes, que en ese entonces estaba considerado como uno de los 7 más grandes escultores del mundo, pidió asesoramiento y autorización a la Familia Batlle. Su hijo César Batlle, quien fuera Director de El Día, frecuentó el taller del escultor con el objetivo de trabajar conjuntamente.

En 1962 es convocado por la Asociación de Críticos Teatrales del Uruguay para realizar, sobre la base de la figura del reconocido dramaturgo uruguayo Florencio Sánchez, el diseño de una estatuilla que premiaría anualmente a los artistas relacionados con el teatro. En cuanto el escultor presenta su obra, ésta es inmediatamente aceptada para representar el «Premio Flornecio Sánchez», el que se ha entregado desde entonces.

## Obras

### Monumento a los caídos en el mar 1957-1960
Durante el año 1957 Yepes realizó el boceto definitivo de la escultura titulada «Lucha» o «Monumento a los caídos en el mar», que fue instalada en la plaza Virgilio, en el barrio Punta Gorda en 1960. Esta obra fue reproducida en una serie en bronce y se encuentra en diferentes colecciones particulares.
En setiembre de 1958 Olimpia realiza junto a Yepes una nueva exposición; Dibujos y Esculturas, en la sala de la Asociación Amigos del Arte.

### La iglesia de  Atlántida - 1961

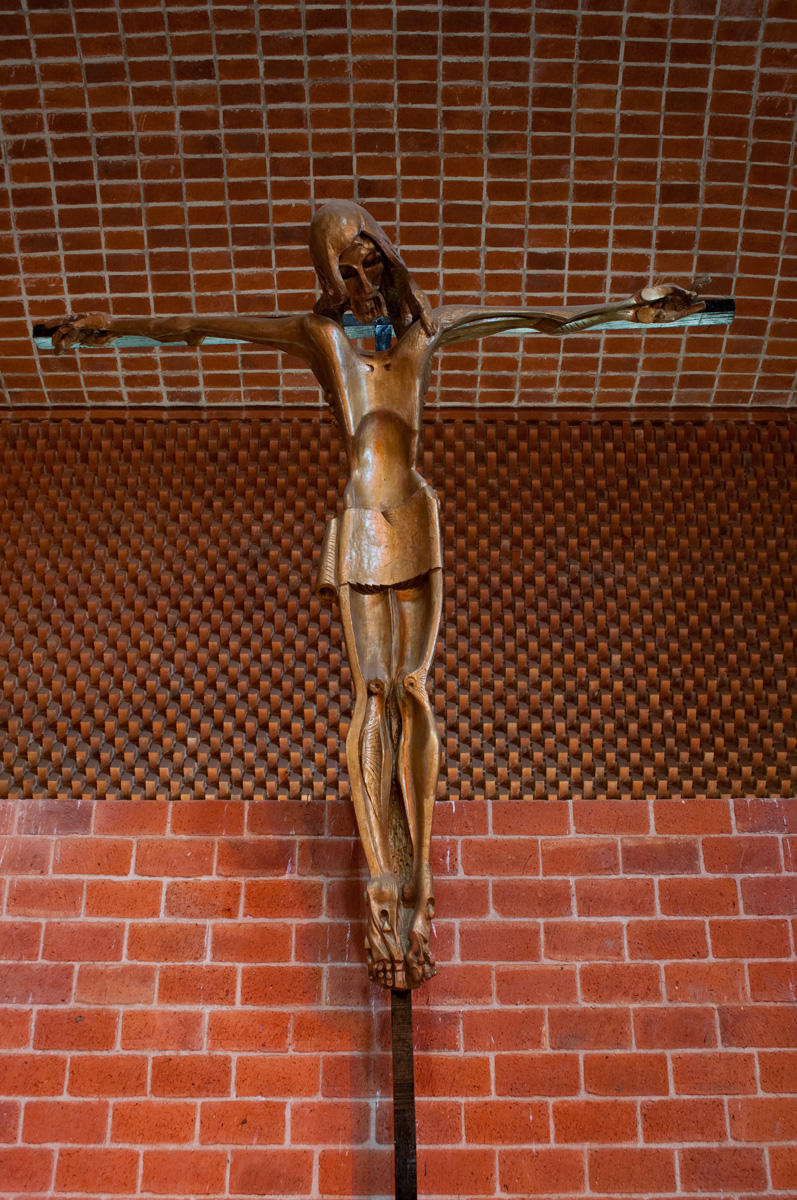
Cristo de la Iglesia de Estación Atlántida.

El año 1961 realizó el Cristo para la iglesia de Atlántida. Eduardo y su esposa Olimpia eran ambos amigos de Eladio Dieste y le acompañaron durante la construcción de la iglesia. En palabras de Olimpia Torres: 

La Iglesia de Atlántida fue como un hijo también para nosotros, un hijo que fue naciendo poco a poco. Porque si había que llevar ladrillos, él venía a buscarnos a casa a mi esposo y a mí, y nos llevaba a traer ladrillos.

El mismo Eladio pidió a Yepes que hiciera un crucifijo para la iglesia, "pero las monjas no lo quisieron poner al principio. Lo sacaron aparte, a un corredor con un soporte. Yo les dije a las monjitas ‘Uds. están mal, ¿no ven que es una obra de arte, además de ser una obra religiosa?’ Para ellas era horrible. Ahora tengo entendido que eso cambió. ". Completamente recubierto con pan de oro, las monjas lo barnizaron porque brillaba demasiado.